# Manneville-la-Goupil

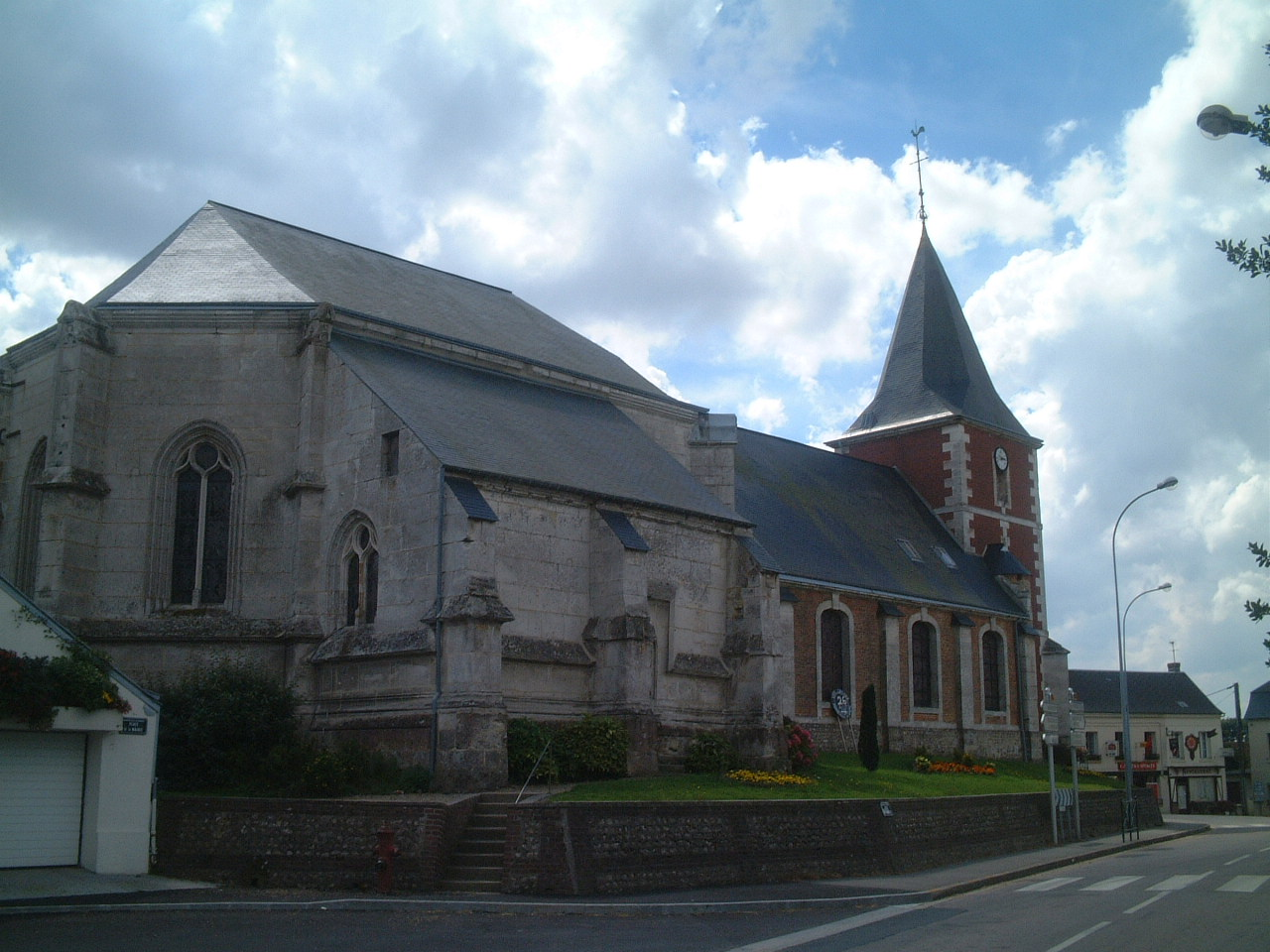
Kerk Notre-Dame de l'Assomption

Manneville-la-Goupil is een gemeente in het Franse departement Seine-Maritime (regio Normandië) en telt 978 inwoners (2004). De plaats maakt deel uit van het arrondissement Le Havre.

## Geografie
De oppervlakte van Manneville-la-Goupil bedraagt 8,8 km², de bevolkingsdichtheid is 111,1 inwoners per km².
De onderstaande kaart toont de ligging van Manneville-la-Goupil met de belangrijkste infrastructuur en aangrenzende gemeenten.

## Demografie
Onderstaande figuur toont het verloop van het inwonertal (bron: INSEE-tellingen).